# 파우지 벤사이디

파우지 벤사이디(Faouzi Bensaïdi, 1967년 3월 14일 ~ )는 모로코의 영화 감독, 각본가, 배우이다.
메크네스에서 태어났다.

## 영화
- 소피아 (2018년)
- 볼루빌리스 (2017년)
- 디판 (2015년) - 무슈 하비브 역
- 데스 포 세일 (2011년)
- 참 아름다운 세상 (2006년)
- 기다림 (2003년)
- 천사들의 종착역 (2001년)